# Canton de Ruelle-sur-Touvre
Le canton de Ruelle-sur-Touvre est une ancienne division administrative française, située dans le département de la Charente et la région Nouvelle-Aquitaine.
Avec le redécoupage cantonal de 2014, la commune de Ruelle-sur-Touvre est devenue le bureau centralisateur du nouveau canton de Touvre-et-Braconne.

## Administration
Le canton a été créé en 1973 à partir de celui d'Angoulême-Est, on y a détaché ensuite l'actuel canton de Gond-Pontouvre en 1982.
| Période | Période | Identité                          | Étiquette   | Qualité |
| ------- | ------- | --------------------------------- | ----------- | --- |
| 1973    | 1988    | Jean-Maurice Poitevin (1904-1990) | PS          | Instituteur Maire de Ruelle (1947-1989) Ancien conseiller général du Canton d'Angoulême-2                                          |
| 1988    | 2001    | Robert Granet                     | PS puis DVG | Maire de Ruelle-sur-Touvre (1989-1995) Député-suppléant de Jean-Claude Beauchaud (1993-1997)                                       |
| 2001    | 2015    | Jacques Persyn                    | FG ex-PCF   | Enseignant retraité Maire de Mornac (1977-2016) Vice-Président du Conseil Général Élu en 2015 dans le canton de Touvre-et-Braconne |

## Composition
- L'Isle-d'Espagnac
- Magnac-sur-Touvre
- Mornac
- Ruelle-sur-Touvre
- Touvre

## Démographie
| 1990   | 1999   | 2006   | 2011   | 2012   |
| ------ | ------ | ------ | ------ | ------ |
| 17 661 | 17 857 | 18 800 | 19 067 | 19 153 |